# HIP 41378 b
HIP 41378b è un pianeta extrasolare orbitante attorno alla stella HIP 41378, una nana bianco-gialla poco più grande del Sole distante circa 378 anni luce dal nostro Sistema Solare, situata nella costellazione del Cancro. Si tratta di un gigante gassoso del tipo mininettuno.

## Caratteristiche
HIP 41378b è il primo dei cinque pianeti che compongono il sistema solare della stella HIP 41378, una nana bianco-gialla distante 378,35 anni luce dal Sole. Il pianeta è il più vicino alla stella e dista solo 0,13 unità astronomiche da essa, ovvero appena 19 milioni di chilometri, ed è quindi più vicino alla sua stella di quanto lo sia Mercurio al Sole. È un nano gassoso di dimensioni minori a quelle di Nettuno (astronomia) anche se un po' più denso, ed è quindi considerato anche un nettuniano caldo, come quasi tutti i pianeti del sistema a eccezione di HIP 41378 f.
Il pianeta orbita intorno alla sua stella in appena quindici giorni e mezzo (15,57 giorni).